# Энхитреус
Энхитре́усы, или энхитре́и (лат. Enchytraeus) — род малощетинковых червей из семейства энхитреид (Enchytraeidae). Энхитреусов также называют «горшечными червями» (англ. potworms), так как они часто встречаются в цветочных горшках.

## Название
"Энхитреус" переводится с латыни как "из глиняного горшка". Из-за разведения энхитреусов любителями в качестве живого корма для аквариумных рыб гораздо более, чем научные названия видов, употребимы народные: "молочные черви", "белые черви", "гриндальские черви", "черви Гриндала". Первые два обычно относятся к Enchytraeus albidus, вторые два — к Enchytraeus buchholzi. Из-за невозможности идентифицировать вид без хорошего микроскопа в культурах аквариумистов под названием "buchholzi" нередко можно встретить E. luxuriosus, E. bigeminus и другие мелкие виды рода.

## Описание
Энхитреусы — типичные представители семейства Enchytraeidae. От остальных энхитреид они отличаются наличием характерных придатков пищевода в третьем-четвёртом сегментах тела.
Виды несистематической группы albidus (E. albellus, E. albidus, E. capitatus) достигают длины 30 (а в культуре и 40) мм. Большинство энхитреусов относятся к группе buchholzi и редко достигают длины 15 мм. Характерный молочно-белый цвет некоторым видам рода Enchytraeus придают многочисленные взвешенные в целомической жидкости клетки, несущие отражающие свет везикулы.
Гермафродиты. Отдельные популяции некоторых видов (например, E. bigeminus) утрачивают половые органы и размножаются фрагментацией.

## Систематика
Насчитывается 51 вид энхитреусов:
Enchytraeus albellus Klinth, Erséus & Rota, 2019
Enchytraeus albidus Henle, 1837
Enchytraeus athecatus H-Z. Wang, Xie & Liang, 1999
Enchytraeus australis Stephenson, 1932
Enchytraeus berhampurosus Dash & Thambi, 1978
Enchytraeus bigeminus Nielsen & Christensen, 1963
Enchytraeus bohemicus Dumnicka, 1996
Enchytraeus bonus Shurova, 1978
Enchytraeus buchholzi Vejdovský, 1879
Enchytraeus bulbosus Nielsen & Christensen, 1963
Enchytraeus capitatus von Bülow, 1957
Enchytraeus carcinophilus Baylis, 1915
Enchytraeus chaoyangensis Z. Xie, Liang & H-Z. Wang, 2000
Enchytraeus christenseni Dózsa-Farkas, 1992
Enchytraeus coronatus Nielsen & Christensen, 1959
Enchytraeus crypticus Westheide & Graefe, 1992
Enchytraeus demutatus Schmelz, Klinth, Chalkia, Anastasiadou & Vavoulidou, 2019
Enchytraeus dichaetus Schmelz & Collado, 2010
Enchytraeus doerjesi Westheide & Graefe, 1992
Enchytraeus dominicae Dumnicka, 1976
Enchytraeus dudichi Dozsa-Farkas, 1995
Enchytraeus fonteinensis Michaelsen, 1933
Enchytraeus gillettensis Welch, 1914
Enchytraeus globuliferus Nielsen & Christensen, 1963
Enchytraeus gordioides Černosvitov, 1942
Enchytraeus indicus Stephenson, 1912
Enchytraeus irregularis Nielsen & Christensen, 1961
Enchytraeus issykkulensis Hrabĕ, 1935
Enchytraeus japonensis Nakamura, 1993
Enchytraeus kincaidi Eisen, 1904
Enchytraeus lacteus Nielsen & Christensen, 1961
Enchytraeus liefdeensis Stephenson, 1924
Enchytraeus luxuriosus Schmelz & Collado, 1999
Enchytraeus mariae Kasprzak, 1973
Enchytraeus mediterraneus Michaelsen, 1925
Enchytraeus multiannulatoides Altman, 1936
Enchytraeus multiannulatus Altman, 1936
Enchytraeus norvegicus Abrahamsen, 1969
Enchytraeus parasiticus Baylis, 1915
Enchytraeus pellucidus Vejdovsky, 1877
Enchytraeus platys Semernoy, 1980
Enchytraeus przewalskii Hrabĕ, 1935
Enchytraeus rupus Coates, 1980
Enchytraeus sabulosus Southern, 1906
Enchytraeus simulans Benham, 1903
Enchytraeus subitus Nurminen, 1970
Enchytraeus syracussus (Dash & Mitchell, 1981)
Enchytraeus thomasi Rodriguez & Giani, 1986
Enchytraeus turicensis Bretscher, 1899
Enchytraeus variatus Bouguenec & Giani, 1987
Enchytraeus varithecatus Bouguenec & Giani, 1987

## Места обитания
В природе энхитреусы встречаются как в почве (большинство видов), так и в пресных водах, и даже на морской литорали. Enchytraeus albidus встречается во всех перечисленных местообитаниях, что делает его одним из наиболее неприхотливых и удобных для разведения видов.

## Разведение
Энхитреусов разводят в небольших ящиках или цветочных горшках, которые заполняют рыхлой землёй без глины (садовый чернозём, листовой перегной, песок и немного опилок). Немаловажное значение для успешного разведения энхитреусов имеет степень влажности почвы и температура. Желательно не переувлажнять и не пересушивать почву, периодически поливая её молоком или кефиром. Во избежание быстрого высыхания почвы ящики прикрывают фанерой, что также защищает червей от света. Подсыхающую почву постоянно увлажняют, создавая среду, близкую к естественной. Лучшая температура — комнатная (17-21 °C тепла), при более низкой черви плохо размножаются, а при более высокой гибнут.
Кормят червей не только молочными продуктами, но и жидким пюре, в состав которого входят варёные без соли картофель, морковь, капуста, тыква. В смесь можно добавлять белый хлеб. Добавление к корму костной муки улучшает качество червей, повышая в них содержание фосфора и кальция. Кормовую массу вносят небольшими порциями в неглубокие пяти-семи- сантиметровые бороздки и присыпают землёй, чтобы она не закисла и не заплесневела. Кормление осуществляется по мере поедания продуктов червями.
При активном, почти полном истреблении корма на его месте оказываются большие чистые клубки энхитреусов. В таком случае перед внесением новой порции корма часть червей отбирают пинцетом.